# Anexodus aquilus
Anexodus aquilus es una especie de escarabajo longicornio del género Anexodus. Fue descrita por Francis Polkinghorne Pascoe en 1886.

## Descripción
Mide 10-13 mm.

## Distribución
Se distribuye por Malasia y Filipinas (Borneo).